# Церква Різдва Пресвятої Богородиці (Чернелиця)

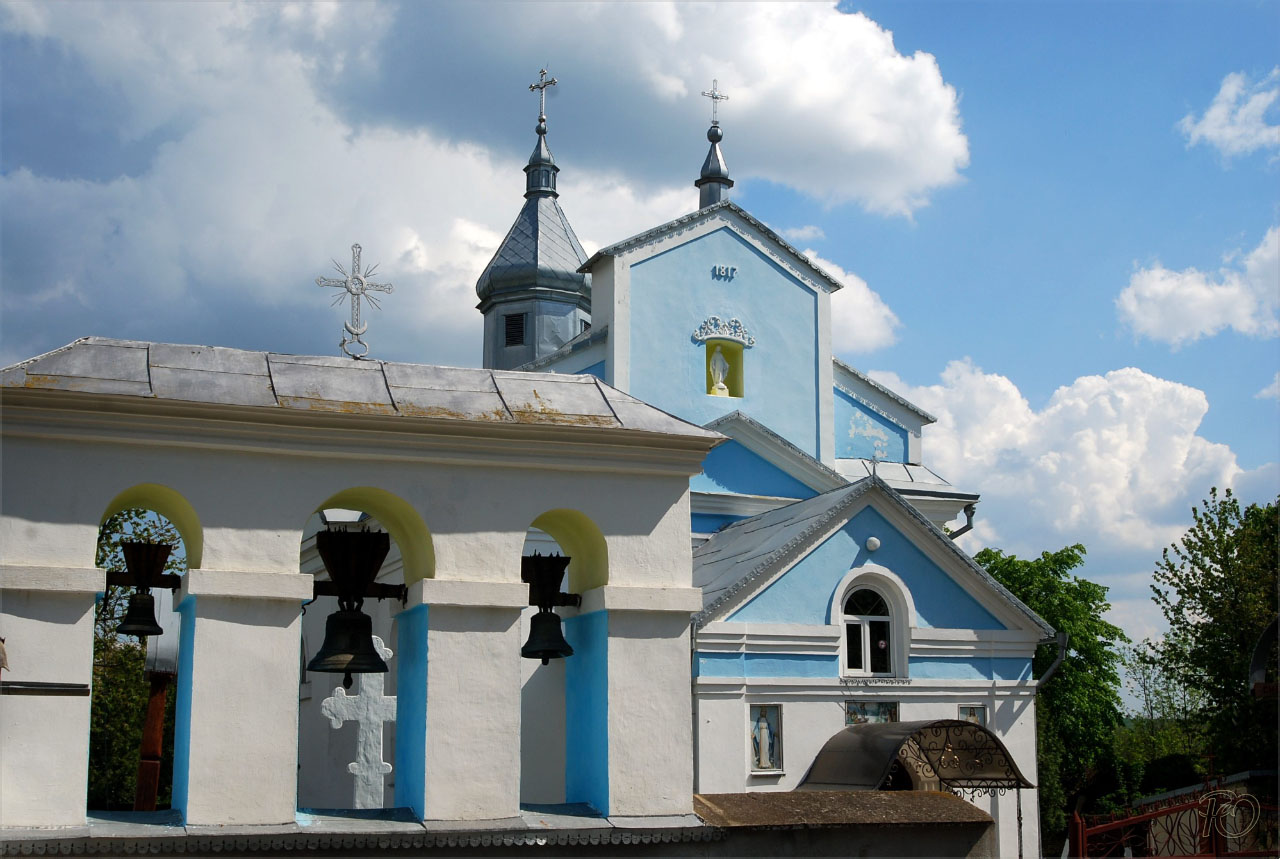
Церква Різдва Пресвятої Богородиці

Церква Різдва Пресвятої Богородиці, Церква Різдва Пресвятої Діви Марії — кам'яна церква, пам'ятник архітектури с.Чернелиця Коломийського району Івано-Франківської області) по вулиці Незалежності, будинок 9, відноситься до УКГЦ.

## Історія
Побудована у 1817 році на місці дерев'яної (1712 р). Церква відома передусім своїми парохами. У 1831—1835 рр. парохом був отець Григорій Шашкевич, відомий галицький громадсько-політичний і церковний діяч, посол до австрійської Державної ради та Галицького сейму.

## Охоронний статус
Пам'ятка архітектури місцевого значення.

## Соціальне служіння
Парафія Різдва Пресвятої Богородиці, що в с. Чернелиця на Городенківщині, вже декілька років розвиває своє соціальне служіння.
Настоятель отець Дмитро Стефанюк всіляко підтримує та сприяє ініціативам, які активні парафіяни стараються запроваджувати у сфері допомоги потребуючим.
Вже декілька років у магазинах села встановлено «Кошик допомоги», в який багато людей складають свої пожертви продуктами харчування, призначеними для малозабезпечених, особливо одиноких людей.
В часі карантину, парафіяни разом із працівником парафії отцем Василем Дальовським організували доставку продуктів одиноким, літнім та іншим особам із групи ризику.
Цими днями настоятель разом із учасниками Парафіяльного Карітасу організували банк одягу, який назвали «Куток милосердного самарянина», де охочі можуть принести одяг, а ті кому потрібно можуть прийти і собі взяти. Для цього спеціально виділили одне з приміщень при парафії.